# Ophion okunii
Ophion okunii är en stekelart som beskrevs av Tohru Uchida 1928. Ophion okunii ingår i släktet Ophion och familjen brokparasitsteklar. Inga underarter finns listade i Catalogue of Life.